# Шпінель Володимир Семенович
Володимир Семенович Шпінель (4 жовтня 1911, Біла Церква — 24 червня 2011, Москва) — радянський та російський фізик-ядерник, винахідник центрифужного методу поділу ізотопів урану, професор фізичного факультету МДУ, заслужений діяч науки Російської Федерації (1992), начальник лабораторії НДІ ядерної фізики імені Д. В. Скобєльцина МДУ.

## Біографія
Народився в сім'ї банківського службовця (згодом бухгалтера в друкарні) Симона Соломоновича Шпінеля, мати Хана Пейсахівна (1883—1965).
У 1922 році сім'я переїхала до Києва, у 1928 році помер батько. У 1927 році Володимир Семенович закінчив трудову школу і вступив до Київської гідромеліоративної школи, яку закінчив у 1930 році, після закінчення якої працював у різних меліоративних службах. У 1931 році вступив на фізико-математичний факультет Київського університету, який закінчив у 1936 році як фізик-експериментатор. Навчання поєднував із роботою в Державному гідрометеорологічному інституті. У 1936—1939 роках навчався в Харкові в аспірантурі Українського фізико-технічного інституту під керівництвом професора Ф. Ф. Ланге. Дисертацію захистив в 1940 році і був зарахований науковим співробітником в лабораторію ударних напруг, яка пізніше увійшла до складу УФТІ. У роки німецько-радянської війни УФТІ був евакуйований в Алма-Ату, де Володимир Семенович виконував ряд практичних робіт для кольорової металургії та читав лекції з ядерної фізики в університеті.
Із квітня 1944 року переведений старшим науковим співробітником в Інститут теоретичної геофізики АН СРСР у Москві. Одночасно на запрошення Д. В. Скобєльцина працював на кафедрі атомного ядра фізичного факультету МДУ з червня 1945 року на постійній основі. Із моменту організації 2-го НДФІ при МДУ, згодом НДІ ядерної фізики — старший науковий співробітник. Один із організаторів лабораторії ядерної спектроскопії в цьому інституті, якою керував із 1952 року.
У 1986 році за віком він залишив керівництво лабораторії, але продовжив роботу на посаді головного наукового співробітника до кінця своїх днів. Незважаючи на вік, регулярно публікував нові наукові результати. Остання стаття опублікована в 2010 році в журналі Physica С, без співавторів, на 99-му році життя.
Помер, трохи не доживши до 100-річного ювілею. Похований у Москві на Востряковському кладовищі.

## Наукові результати
Під час навчання в аспірантурі в 1937 році в співавторстві зі своїм керівником Ф. Ф. Ланге і Г. Кон-Петерсом Володимир Семенович побудував оригінальний імпульсний прискорювач електронів на 5 МеВ, таким чином отримавши вперше потужне імпульсне джерело гальмівного випромінювання і джерело фотонейтронів із Берилію з інтенсивністю в імпульсі, еквівалентною 1 г радій- берилієвого джерела нейтронів.
Із використанням цього прискорювача почалися дослідження штучної радіоактивності. Виконувався пошук короткоживучих ізомерних станів ядер, збудження ядер гамма-квантами і електронами. Відпрацьовувалися радіохімічні методи виділення радіоактивних ізотопів. У 1940 році В. С. Шпінель одним із перших спостерігав збудження ядерної ізомерії гальмівним випромінюванням, що мало істотне значення для вивчення електромагнітних властивостей ядер.
У 1940 році В. Шпінель захистив кандидатську дисертацію за темою «Імпульсний генератор на 5 МВ і розрядна трубка на 4 МВ».
За його участю винайдені одні з перших в світі центрифуг для збагачення урану.

## Праці
- Резонанс гамма-лучей в кристаллах. — М., 1969.

## Нагороди
- медаль «За трудову доблесть» (1951)
- медаль «За доблесну працю у Великій Вітчизняній війні 1941—1945 рр.» (1990)
- медаль «Ветеран праці» (1985)
- медаль «Радянсько-Китайська дружба» (1957) (КНР)
- звання «Заслужений діяч науки Російської Федерації» (31 грудня 1992 р) — За заслуги в науковій діяльності
- у 1994-96 роках — отримував державну наукову стипендію для видатних вчених Росії.